# Catopuma badia
El  gato de Borneo  (Catopuma badia), conocido también como gato de la bahía o gato rojo de Borneo, es un felino endémico de la isla de Borneo y habita en selvas y áreas próximas a ella.

## Características

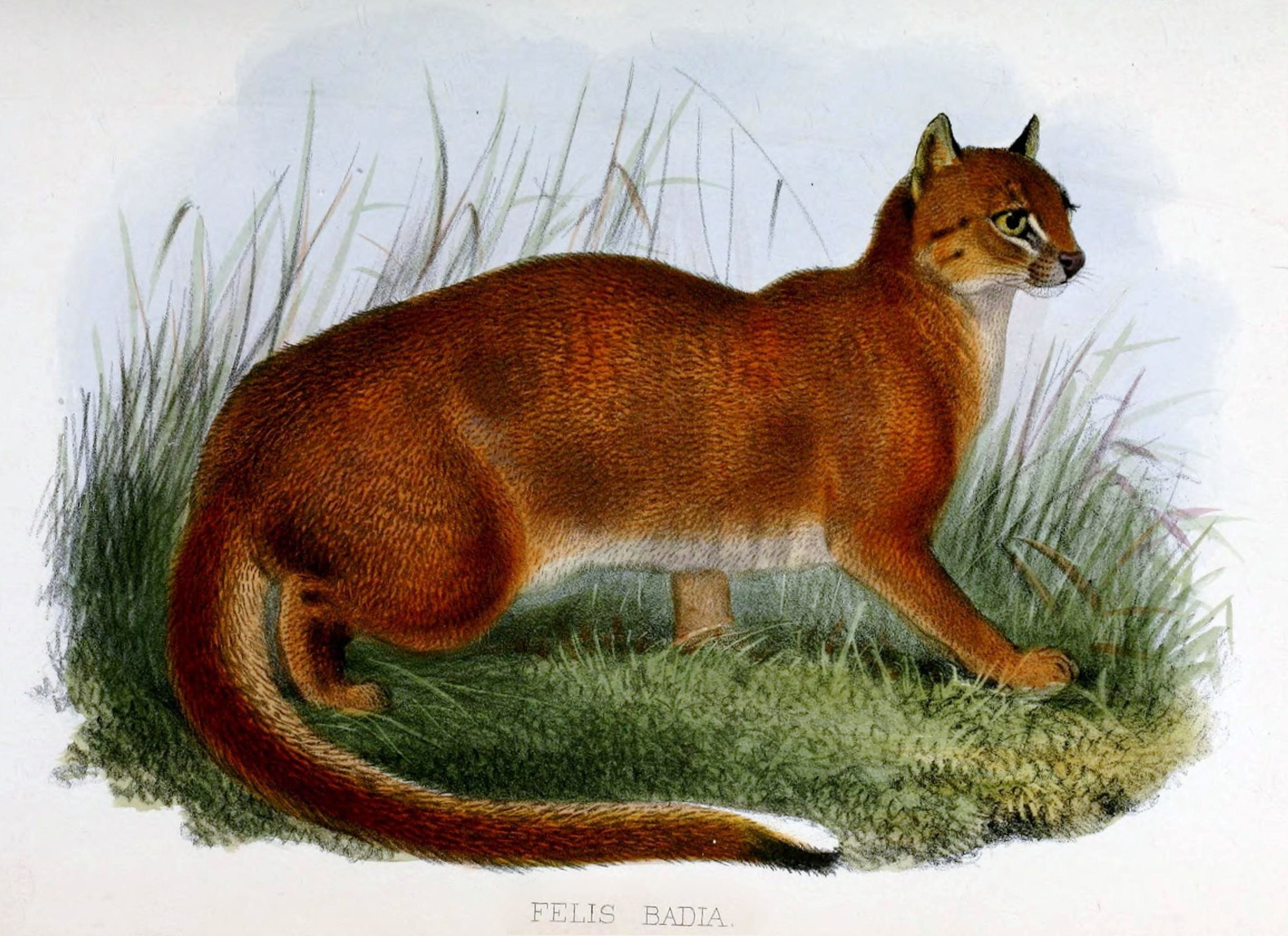
Ilustración de un gato rojo de Borneo.

Mide unos 60 cm, más una cola de 40 cm, y su peso varía entre 2 y 3 kg. El gato de Borneo es un animal nocturno que se alimenta de pequeños mamíferos y aves. Solo se han visto 7 ejemplares, por lo que no se ha podido estudiar su comportamiento social ni reproducción.
La piel del gato de Borneo usualmente es terracota (rojizo-pardo), pero tiene una gama de colores de variantes del gris. El análisis de ADN lo relaciona con el gato dorado asiático, diferenciándose en la estructura ósea y que es mucho más pequeño.

## Dieta
Este gato salvaje caza de noche aves y roedores, y algunas veces hasta monos.